# صفحه بتا

ساختار سه‌بعدی بخش‌هایی از یک صفحه بتا در پروتئین فلورسنت سبز

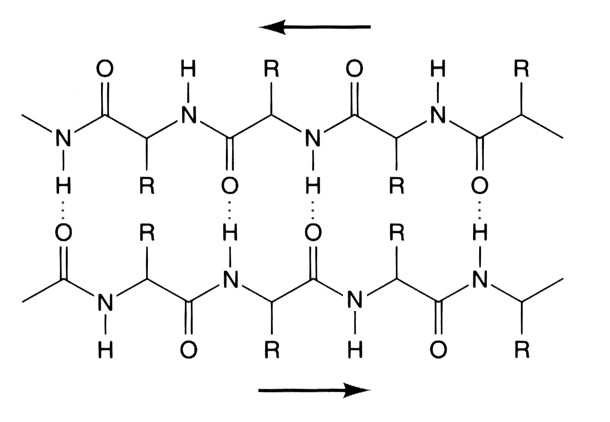
شکلی از صفحه چین‌دار بتا به همراه پیوندهای هیدروژنی بین رشته‌های پروتئین

صفحه بتا دومین حالت برای ساختار دوم پروتئین‌ها است که از تعدادی رشته‌های بتا که به‌طور جانبی به وسیله ۳ یا تعداد بیش‌تری پیوند هیدروژنی به هم وصل شده‌اند تشکیل شده‌است. عموماً این صفحات حالتی تابیده و چین‌دار دارند. متداول‌ترین شکل ساختار دوم پروتئین پیچه آلفا است.

## ساختار و آرایش

### ژئومتری

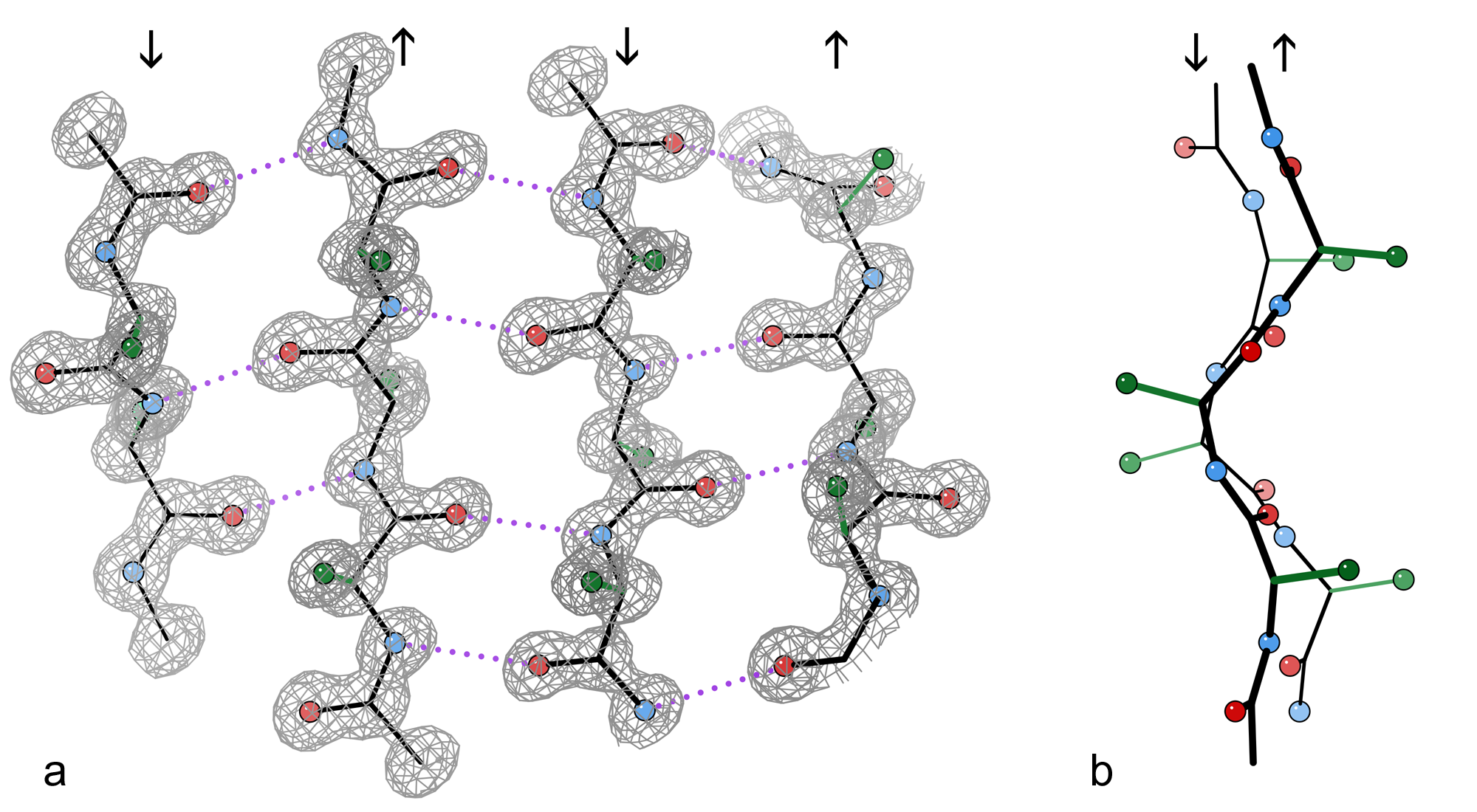
مثالی از آرایش زنجیره‌های جانبی در صفحات بتا

بیشتر رشته‌های بتا در مجاورت رشته‌های بتای دیگر قرار می‌گیرند و یک شبکه وسیع پیوند هیدروژنی با همسایگانشان تشکیل می‌دهند که در این شبکه گروه‌های آمین در زنجیره اصلی یک رشته با گروه‌های کربونیل زنجیره اصلی رشته‌های مجاور پیوندهای هیدروژنی تشکیل می‌دهند. در یک رشته بتای کاملاً باز، زنجیره‌های جانبی پی در پی، ابتدا به سمت بالا، سپس پایین، دوباره بالا قرار می‌گیرند.
این صفحات دارای دو ساختار بتاهمسو(Parallel) و بتاناهمسو(Anti-parallel) هستند.
- در بتاهمسو  اسید آمینه یک رشته با اسید آمینه های مختلف توانایی برقراری دو پیوند هیدروژنی دارد.
- در بتاناهمسو تنها یک پیوند هیدروژنی در روبرویی دو اسید آمینه برقرار می‌شود.